# شاتهام برو، نیوجرسی
شاتهام برو (به انگلیسی: Chatham Borough) شهری در ایالت نیوجرسی کشور ایالات متحده آمریکا است که جمعیت آن در سرشماری سال ۲۰۱۰ میلادی، ۸٬۹۶۲ نفر بوده‌است.